# 하마노 마이카
하마노 마이카(일본어: 浜野 まいか, 2004년 5월 9일 ~ )는 일본의 여자 축구 선수이다.

## 국가대표팀 경력
2022년 FIFA U-20 여자 월드컵에 출전, 4득점을 기록했으며 준우승에 기여했다. 대회 최우수 선수.
그녀는 2022년 10월 6일 나이지리아과의 경기에서 일본 국가대표팀에 데뷔했다. 2023년 FIFA 여자 월드컵, 2024년 하계 올림픽에도 출전했다.

## 통계
| 일본 | 일본 | 일본 |
| 연도 | 출전 | 득점 |
| ---- | ---- | ---- |
| 2022 | 1    | 0    |
| 2023 | 5    | 0    |
| 2024 | 10   | 4    |
| 통산 | 16   | 4    |